# Квадрифолий (храм)
Квадрифолий (лат. quadrifolium — «четырёхлистник») — храм крестово-купольного типа, четыре «ветви» которого завершаются полукружиями — апсидами. К квадратному внутреннему помещению примыкают четыре полуциркульные в плане апсиды, открывающиеся в пространство центрального зала алтарными нишами. В результате здание в плане приобретает вид «четырёхлистника». Греческое название — тетраконх («с четырьмя конхами»). Конхой называют полусферическое перекрытие алтарной части храма — апсиды.
Четырёхапсидные храмы относятся к центрическому типу. Как и октогоны или ротонды, они получили широкое распространение в восточном христианстве в архитектуре Византии, Персии, Сирии и Закавказья — Грузии и Армении в конце IV — начале V века.
Уникальным памятником такого рода является базилика Сан-Лоренцо-Маджоре в Милане, построенная византийским зодчим. Название «базилика» (храм удлинённого плана) закрепилось за раннехристианской постройкой и не соответствует внутреннему устройству храма. Церковь Святого Лаврентия, построенная в конце IV — начале V века, представляет собой в плане сложное сочетание четырёхлистника (подкупольного квадрата, окружённого четырьмя полукружиями капелл), обходных галерей, октогона с куполом (надстроенным в 1573 году), атриума и малого октогона капеллы Сант-Аквилино. Четыре экседры открываются в интерьер квадратного в плане центрального зала алтарными нишами.
Схожий план имеют Королевская капелла в Ахене, мавзолей Теодориха в Равенне, церковь монастыря Перистер в Салониках (872) и многие другие раннехристианские и романские постройки на Западе и Востоке Европы.
К типу квадрифолия относятся постройки «звёздчатого» плана, получаемого с помощью «поворотного квадрата» (двух наложенных друг на друга квадратов, один из которых повёрнут на 45°). Такой план в числе других вариантов использовали итальянские архитекторы эпохи Высокого Возрождения, или «римского классицизма начала XVI века».
«Звёздчатый» план типа «поворотного квадрата» имеет Храм Василия Блаженного, или Покровский собор, на Красной площади в Москве, что косвенно свидетельствует о возможном участии на первом этапе строительства итальянских мастеров, работавших в то время в Московском Кремле (1555).
К тому же роду памятников относятся: собор Петра митрополита Высоко-Петровского монастыря в Москве с «восьмилепестковым» планом и октогоном (надстроенном позднее) верхней части (1514—1517, итальянский архитектор Алевиз Новый); Знаменская церковь в Перове (1690—1705), церковь Знамения в Дубровицах, её план представляет собой классический квадрифолий (1690—1703). Первый храм относят к эпохе «русского ренессанса», последние — к «русскому барокко».

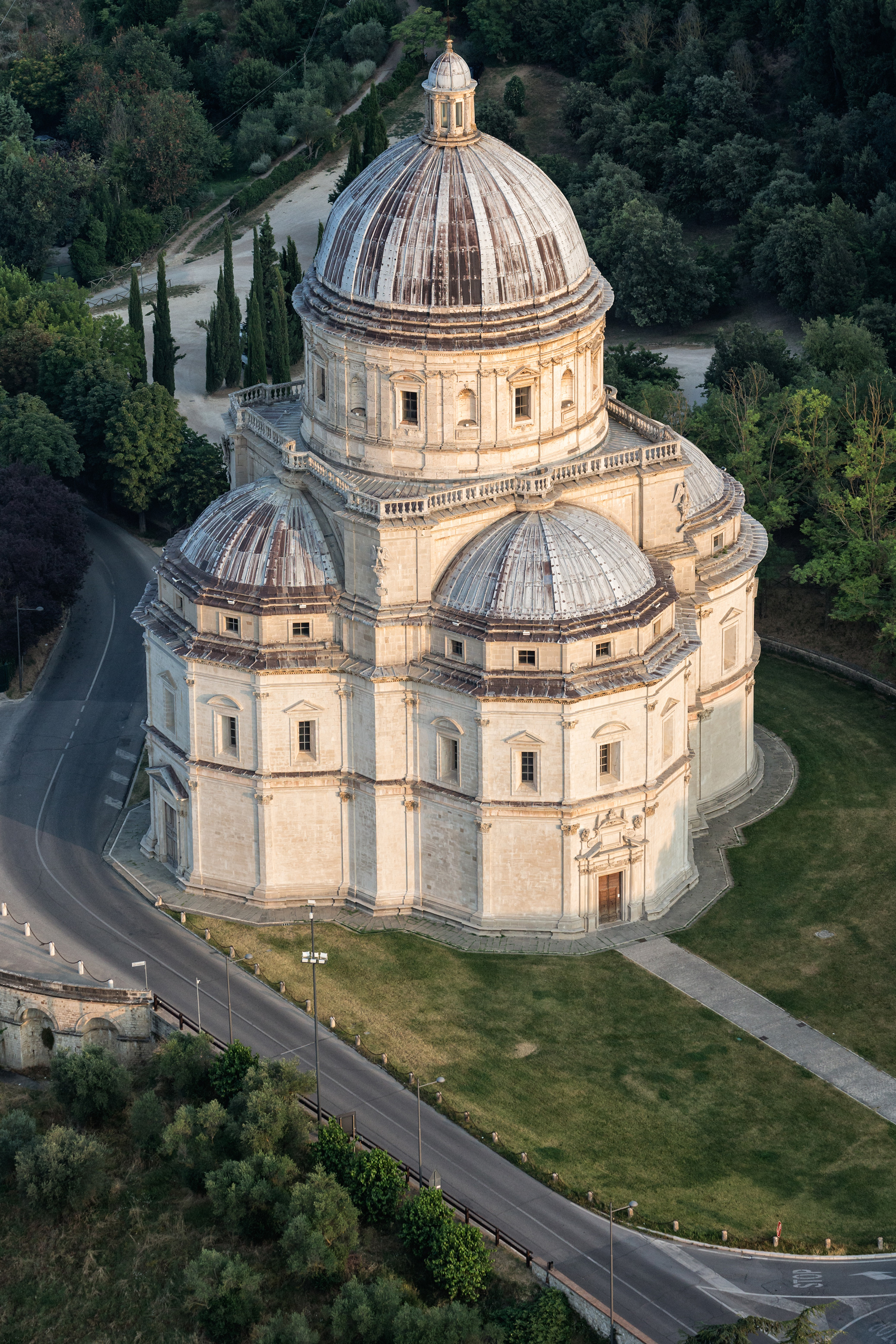
Церковь Санта-Мария делла Консолационе в Тоди (Умбрия), Италия. 1508—1587
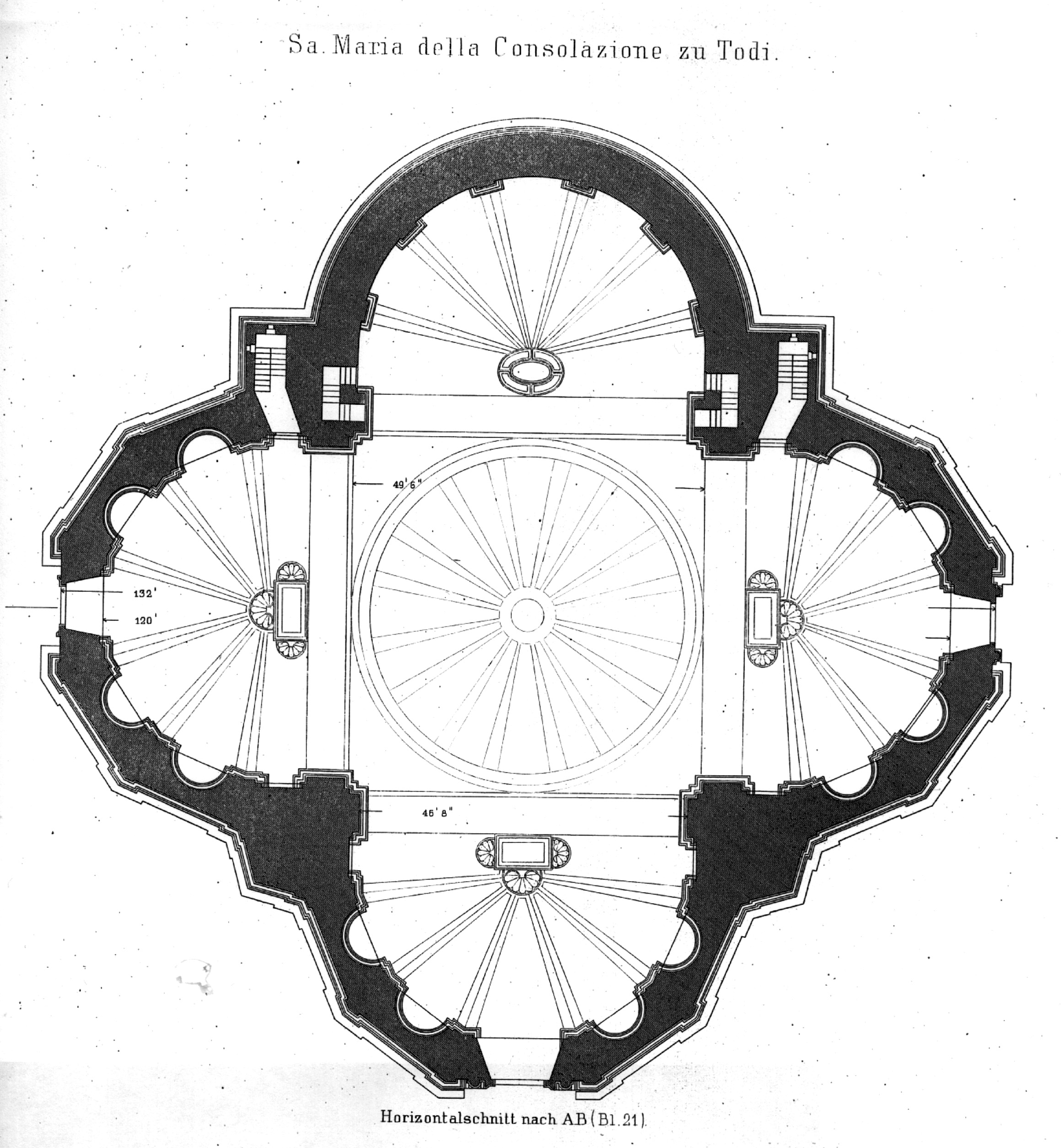
Церковь Санта-Мария делла Консолационе. План
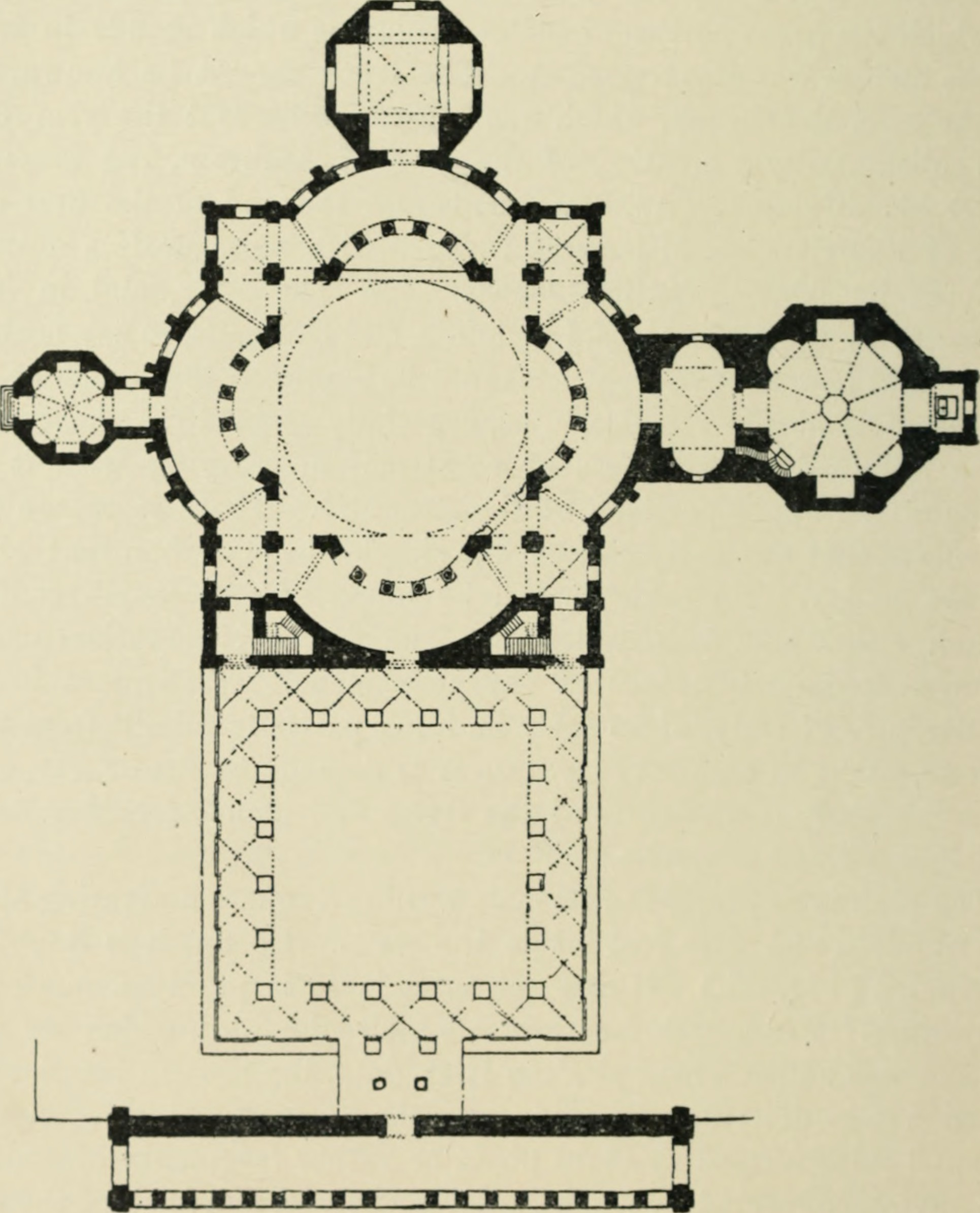
Базилика Сан-Лоренцо Маджоре в Милане. План. Конец IV — начало V в.
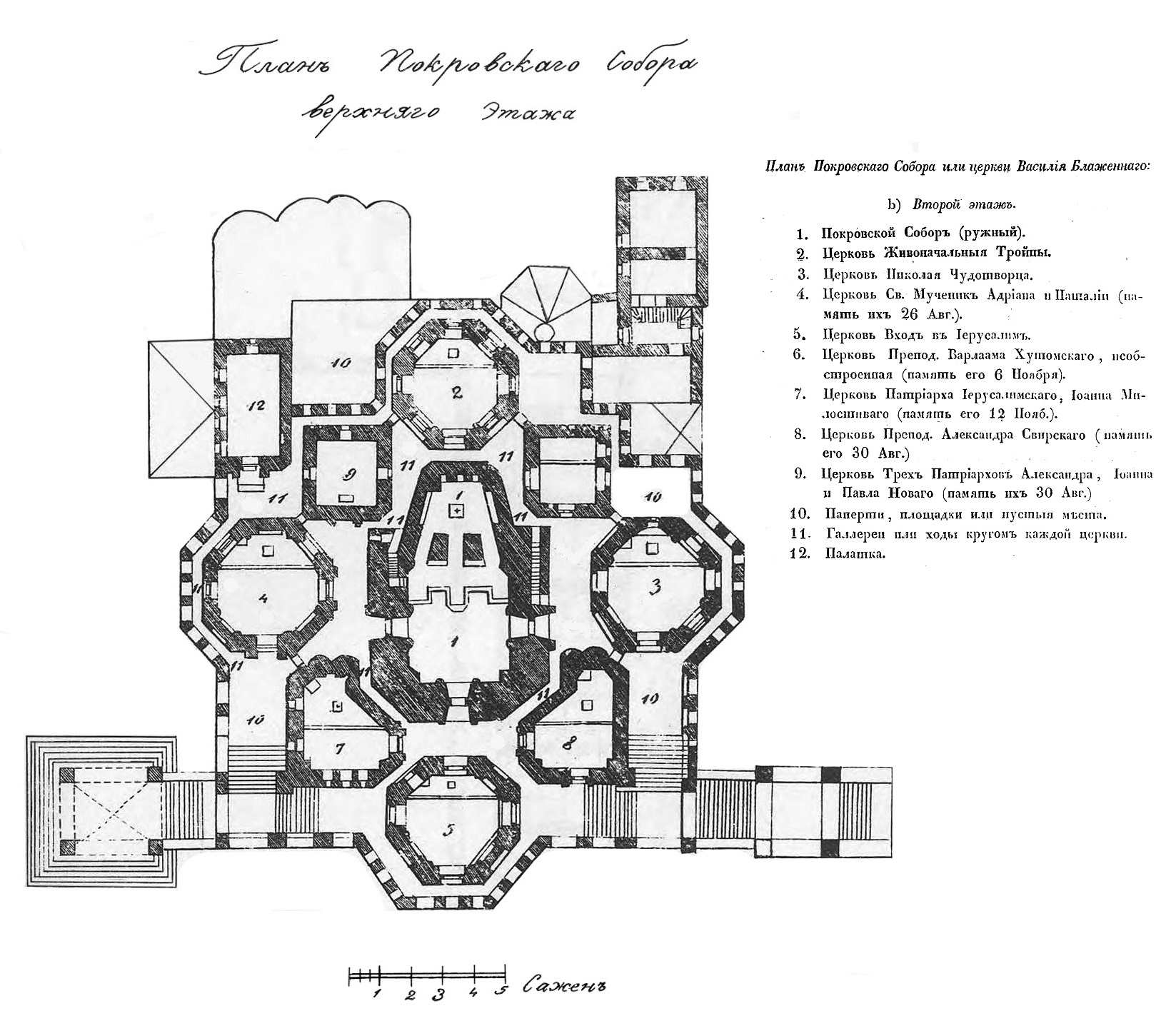
Покровский собор (Храм Василия Блаженного) в Москве. 1555—1561. План
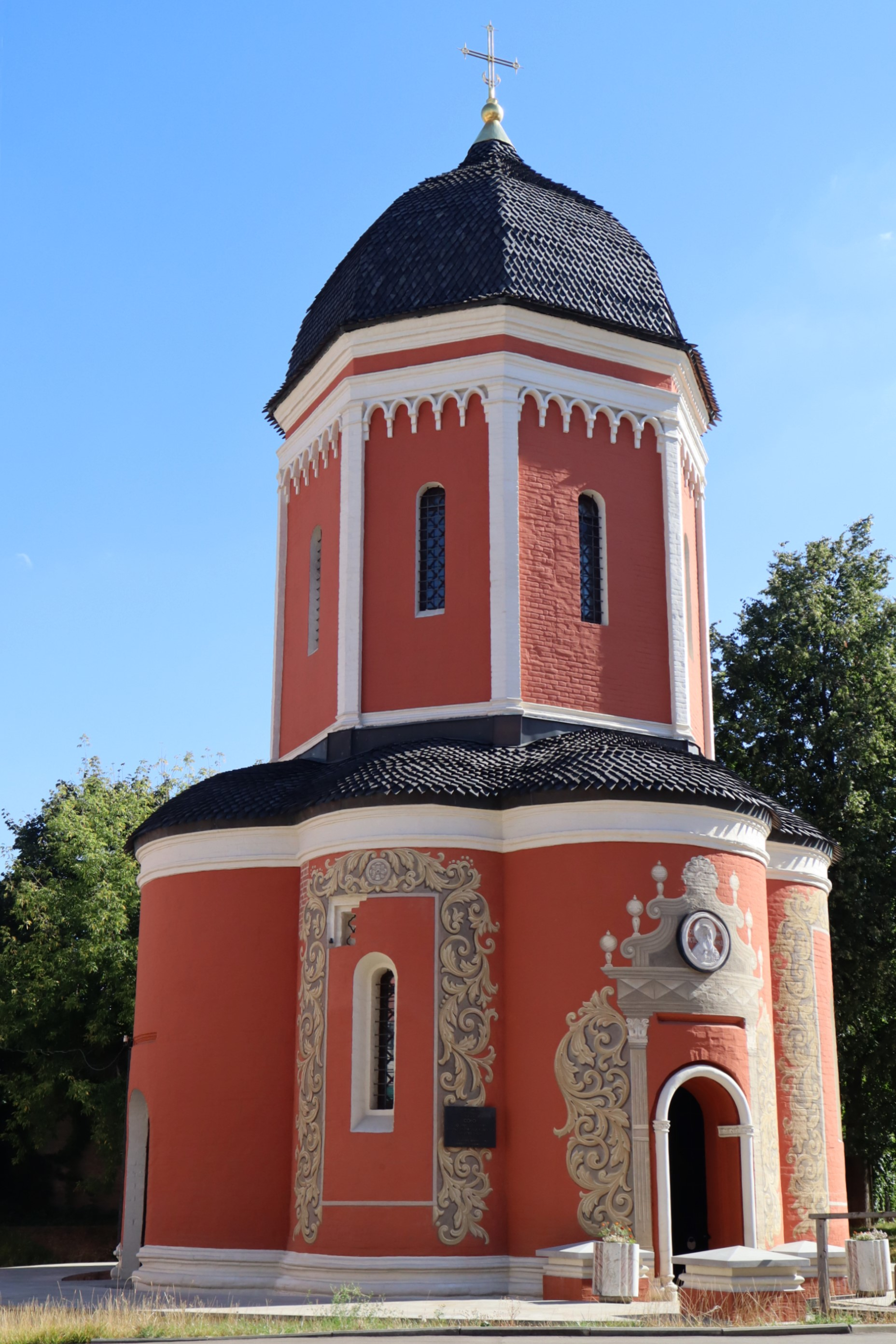
Собор Петра Митрополита Высоко-Петровского монастыря в Москве. 1514—1517
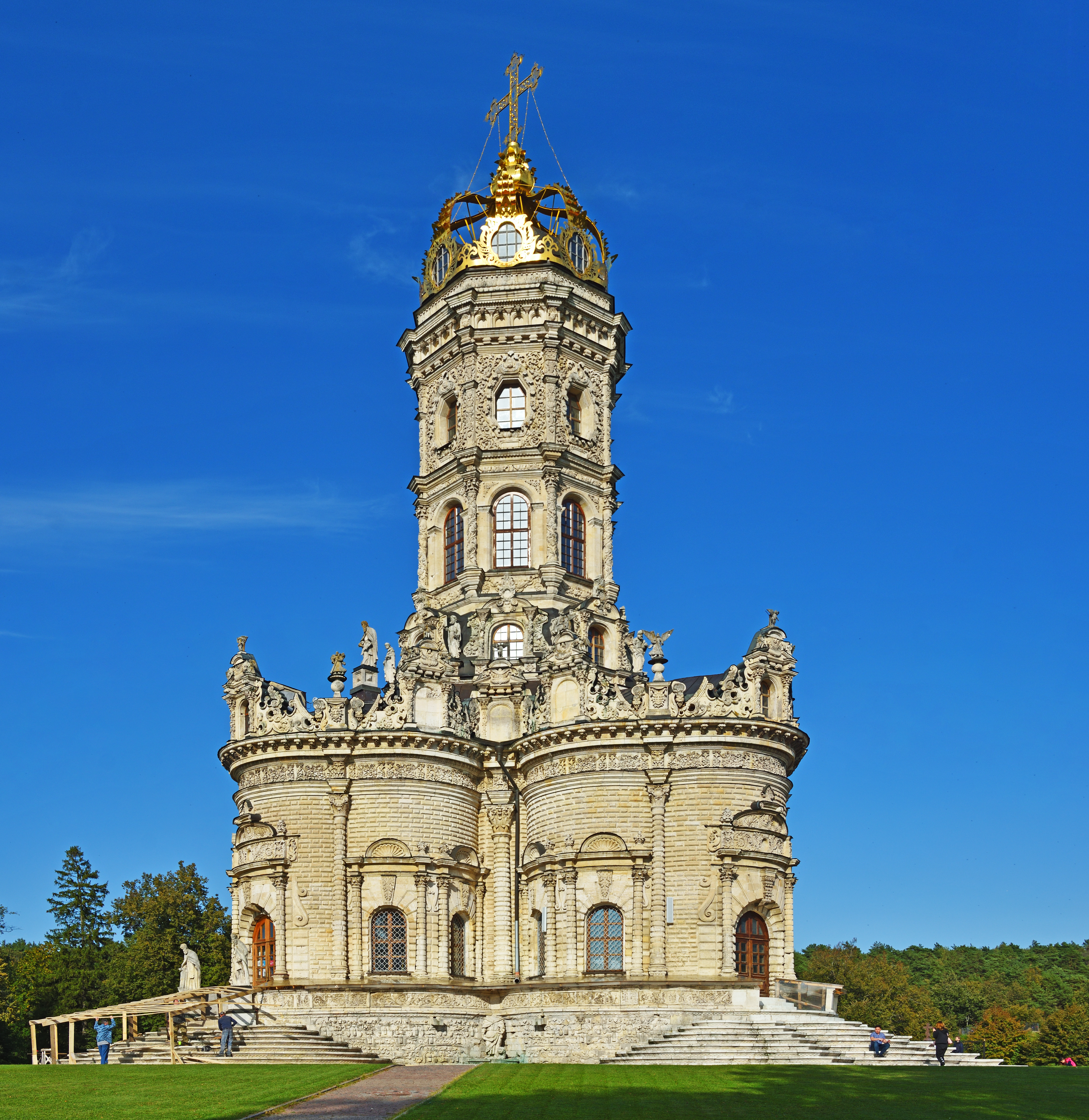
Знаменская церковь в Дубровицах. 1690—1704
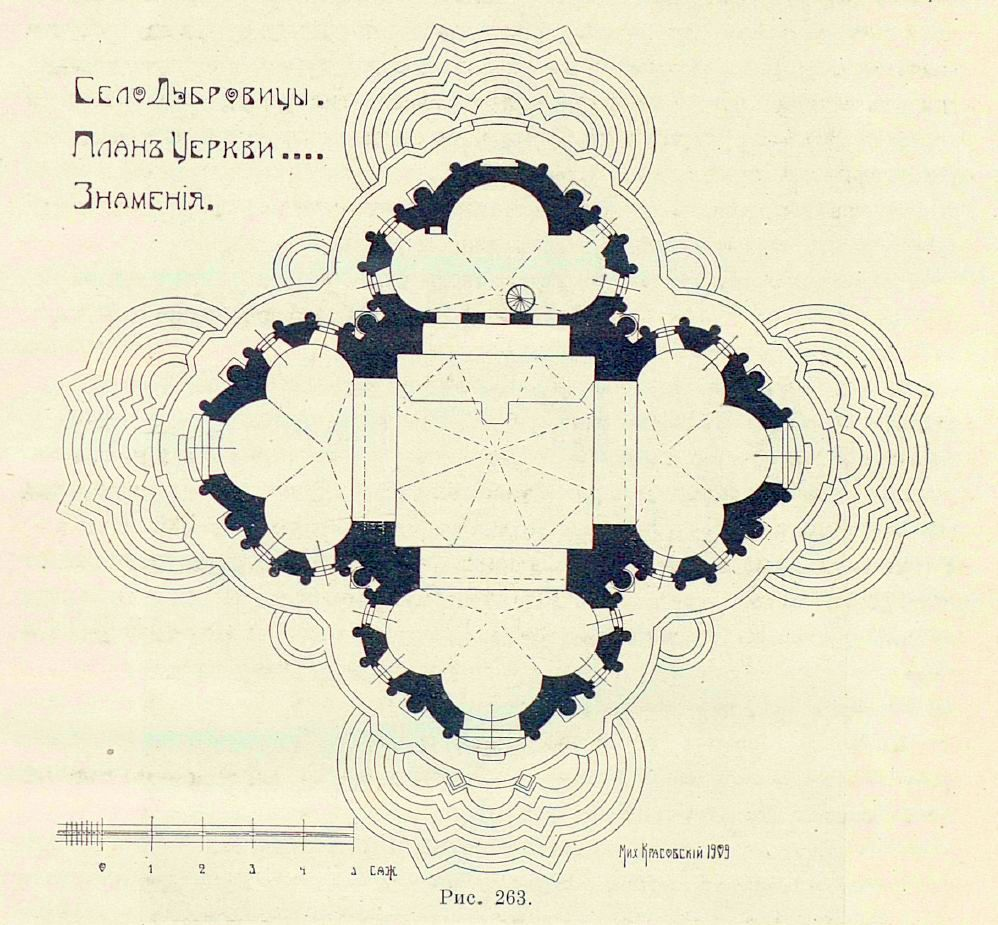
Церковь Знамения в Дубровицах. План. Чертёж М. В. Красовского. 1909
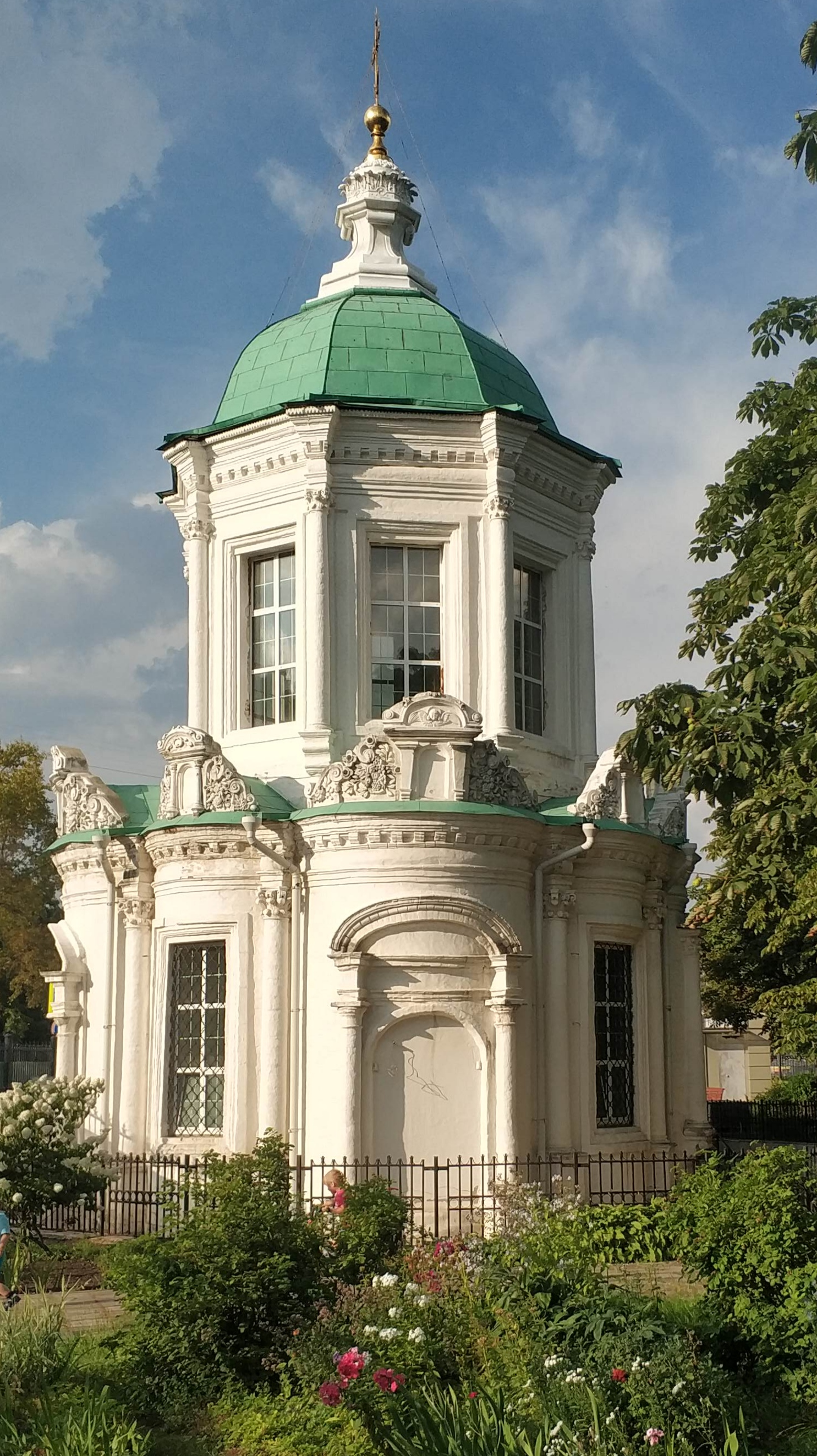
Церковь Знамения в Перове. 1690—1708